# Бергхоф
Бергхоф (на немски: Berghof) е домът на Адолф Хитлер в Оберзалцберг в Баварските Алпи близо до Берхтесгаден, Бавария, Германия.
С изключение на Волфсшанце в Източна Прусия Хитлер прекарва повече време в Бергхоф, отколкото където и да било другаде през Втората световна война. Тя също е сред най-известните главни квартири на Хитлер, които са разположени из цяла Европа. Престроена, много разширена и преименувана през 1935 г., Бергхоф е ваканционната резиденция на Хитлер за повече от 10 години.
В края на април 1945 г. къщата е повредена от британски въздушни бомби, запалена от отстъпващи SS войници в началото на май и плячкосана, когато съюзническите сили достигат района. Изгорялата фасада е разрушена от западногерманското правителство през 1952 г

## Къщата на Хитлер
Бергхоф започва като много малка хижа, наречена Haus Wachenfeld ваканционен дом, построен през 1916 от Ото Винтер, бизнесмен от Букстехуд. Вдовицата на Винтер отдава под наем къщата на Хитлер през 1928 и неговата полусестра Ангела идва да живее там като икономка, но напуска малко след смъртта на дъщеря ѝ Гели в мюнхенския апартамент на Хитлер през 1931. До 1933 Хитлер е купил Haus Wachenfeld със средства, получени от продажбата на политическия си манифест, Mein Kampf.
Малката в стил на хижа сграда е премебелирана и много разширена през 1935 – 36, когато е преименувана на Berghof. Построена е голяма тераса с големи цветни в курортен стил чадъри. Входната зала „е изпълнена с любопитно показани кактуси в майолика съдове." Трапезарията е панелирана с много скъп швейцарски бор. Големият кабинет на Хитлер има телефонна стая. Библиотеката съдържа книги „по история, рисуване, архитектура и музика." Голяма зала е мебелирана със скъпа тевтонична мебелировка, голям глобус и широка рамка на камина от червен мрамор. Зад една стена е проектираща будка за вечерните прожектирания на филми (често холивудски продукции, които са забранени в Германия). Разтегнат пейзажен прозорец може да се понижи в стената, за да даде широка гледка на чист въздух на заснежените планини на родната на Хитлер Австрия. Къщата се поддържа като малък курортен хотел от няколко икономи, градинари и други домашни работници.
„Това място е мое““ е цитиран Хитлер да казва на писател за Homes and Gardens magazine през 1938. Аз го построих с пари, които спечелих.“
Британското списание Homes & Gardens го описва като: свой собствен декоратор, дизайнер и мебелировчик, както и архитект“, а хижата като „светла и проветрива“ със „светло нефритено зелена цветна схема“; кафезни "Hartz mountain [sic]" канарчета се държат в повечето стаи, които са обзаведени с антики, най-вече германска мебелировка от 18 век. Стари гравюри висят в спалните за гости, заедно с някои от малките рисунки с водни бои на Хитлер. Неговият личен прислужник Хайнц Линге заявява, че Хитлер и неговата дългогодишна спътничка Ева Браун имат две спални и две бани със свързващи врати и Хитлер завършвал повечето вечери сам с нея, пиейки чай.
Пушенето е позволено на терасата (домакинът не пуши). Вегетарианската диета на Хитлер се осигурява от близки кухненски градини и по-късно от парник. Kehlsteinhaus, с прозвище Орлово гнездо, дадено от френски дипломат, е построено през 1938 – 39 (с забележително щедро похарчени правителствени средства като национален дар за 50-ия му рожден ден) на планинския връх над Бергхоф, но Хитлер рядко отива там. Голям комплекс от планински домове за нацистките лидери с писта на летище и много сгради за техния персонал за сигурност и поддържащ персонал се построяват наблизо. За да придобие земята за тези проекти, много съседи са принудени да продадат имотите си и да напуснат.
Бергхоф се превръща в нещо като германска туристическа атракция през средата на 30-те години. Посетителите се събират на края на пътя или на близки обществени пътеки с надеждата да видят фюрера. Това води до въвеждането на строги ограничения върху достъпа до района и други мерки за сигурност. Голям контингент от SS Leibstandarte Adolf Hitler е подслонен в казарми до Бергхоф. Под командването на оберщурмбанфюрер Бернхард Франк, те патрулират разширена кордонна зона за сигурност, която обхваща близките домове на други нацистки лидери. С избухването на войната също са инсталирани противовъздушни отбрани, включително пушек-генериращи машини за прикриване на комплекса Бергхоф от враждебни самолети.

## Гости
Гостите в Бергхоф включват политически фигури, монарси, държавнн глави и дипломати, наред с художници, певци и музиканти. Важните посетители лично поздравени от Хитлер на стълбите на Бергхоф включват Дейвид Лойд Джордж (3 март 1936), Ага Хан (20 октомври 1937), херцогът и херцогинята на Уиндзор (22 октомври 1937), Курт фон Шушниг (12 февруари 1938), Невил Чембърлейн (15 септември 1938) и Бенито Мусолини (19 януари 1941). В края на юли 1941 Хитлер призовава пълководците си от ОКВ и ОКХ в Бергхоф за 'Бергхофската конференция', на която е изучаван 'Руския проблем'.
Социалният кръг на Хитлер в Бергхоф включва Ева Браун и сестра ѝ Гретл, приятелят на Ева Мариан Шонман, Херта Шнайдер и нейните деца, Хайнрих Хофман и съпругите и децата на други нацистки лидери и персонала на Хитлер, които всички позират за ежегодна групова снимка по случай рождения ден на Хитлер. Социалната сцена в Бергхоф свършва на 14 юли 1944, когато Хитлер отива във военната си щабквартира в Източна Прусия и повече не се връща.
Цветни беззвучни филми, снимани от Ева Браун оцеляват и показват Хитлер и гостите му да релаксират в Бергхоф. През 2006 компютърен софтуер за разчитане на устни идентифицира няколко части от разговорите им. Сред идентифицираните във филмите са Алберт Шпеер, Хайнрих Химлер, Йоаким фон Рибентроп, Йозеф Гьобелс, Карл Волф и Райнхард Хайдрих.
Двама гости планират да използват визита в Бергхоф като възможност да убият Хитлер. На 11 март 1944 капитан Еберхард фон Брейтенбух пристига с прикрит пистолет с намерение да застреля Хитлер в главата, но стражите не го допускат в същата стая. На 7 юни 1944 полковник Клаус фон Щауфенберг планира да детонира бомба на среща там, но неговите съзаклятници не му дават одобрение да го направи, защото Химлер и Херман Гьоринг не присъстват също. Има също и британски план, наречен „Операция Фоксли“: снайперист да убие Хитлер по време на всекидневната му обиколка от Бергхоф до Teehaus.

## Местоположение на Бергхоф и другите щабквартири на Хитлер
Бергхоф е една от десетте щабквартири, използвани от Хитлер по време на войната. Други четири е планувано да бъдат използвани, но не са посетени от него.